# Spinatsuppe

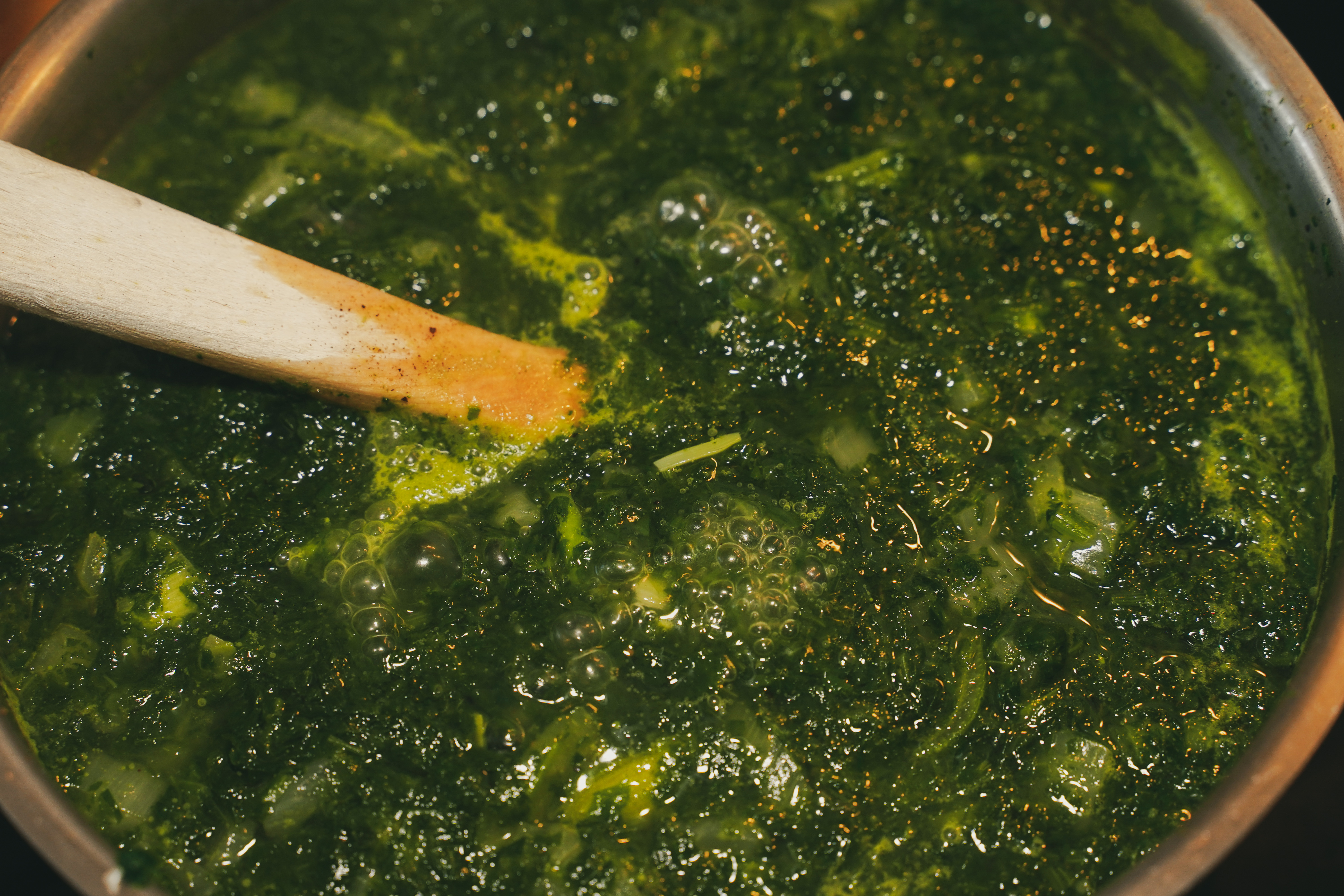
Spinatsuppe

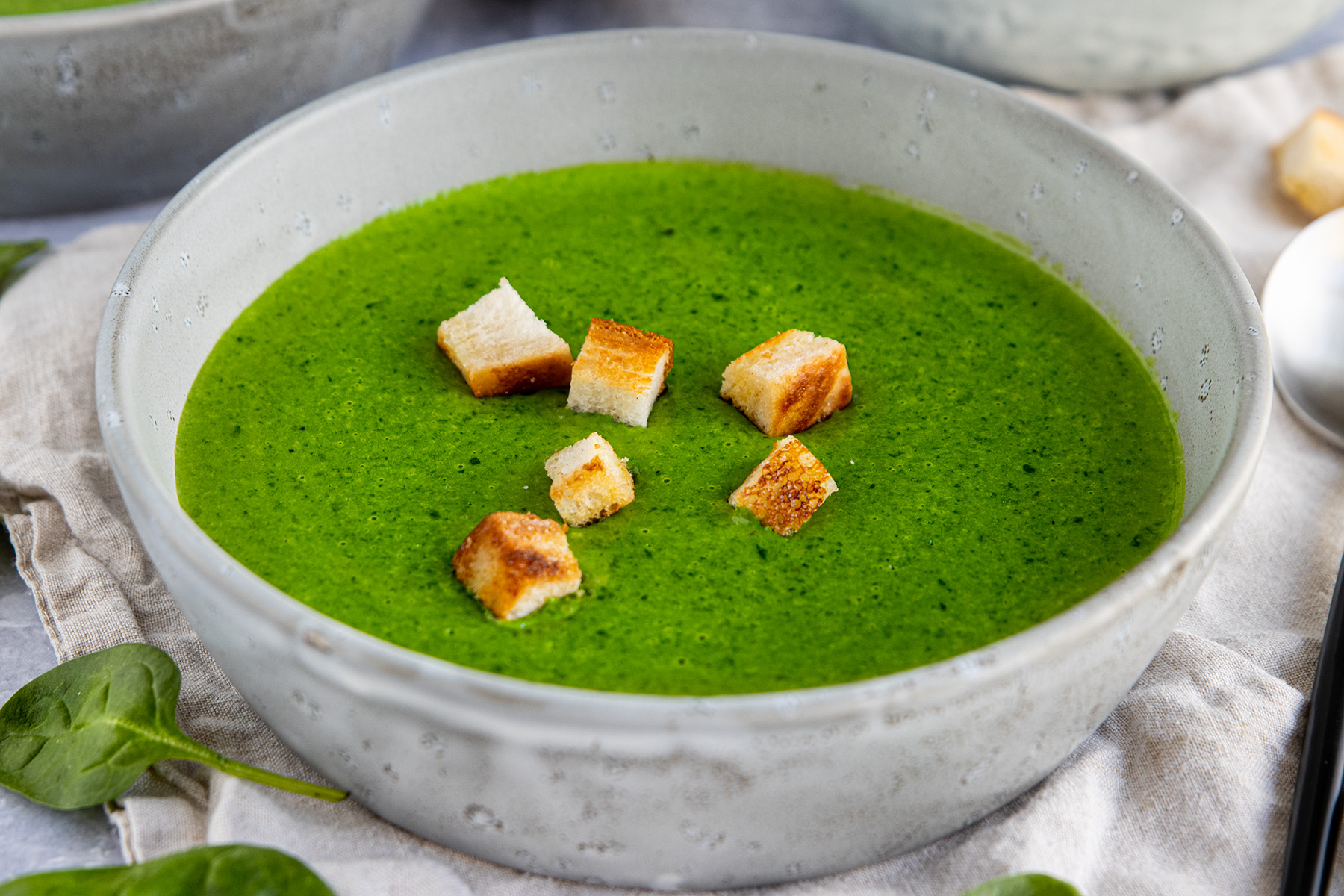
Spinatsuppe mit Croutons aus Toast

Spinatsuppe ist eine Gemüsesuppe aus den Blättern des Spinats. In der Regel wird sie als gebundene (Creme-)Suppe zubereitet. Die Spinatblätter werden beim Kochen schleimig (was in China zur Bezeichnung „schlüpfrige Suppe“ führte). Spinatblätter werden in Asien, im Mittleren Osten oder Europa oft als Zutat für Suppen verwendet.

## Zubereitung
Spinatblätter und Zwiebelwürfel werden getrennt voneinander blanchiert  bzw. angeschwitzt, dann in einer Veloute aus Kalbs- oder Hühnerbrühe geköchelt und mit Sahne verfeinert. Auch gefrorene Spinatblätter sind geeignet. In Österreich wird Spinatsuppe aus einer Kalbsknochenbrühe mit blanchierten, kleingehackten Spinatblättern und Mehlschwitze zubereitet, mit Zitronensaft und Sahne abgeschmeckt, sowie mit gebähten Semmelwürfeln serviert.